# Роза (провінція Віченца)
Роза (італ. Rosà, вен. Roxà) — муніципалітет в Італії, у регіоні Венето, провінція Віченца.
Роза розташована на відстані близько 430 км на північ від Рима, 55 км на північний захід від Венеції, 26 км на північний схід від Віченци.
Населення — 14 482 особи (2014).
Щорічний фестиваль відбувається 17 січня. Покровителі — святий Антоній Великий.

## Демографія
Населення за роками:

Станом на 1 січня 2023 року в муніципалітеті офіційно проживало 1245 іноземців з 54 країн, серед них 463 громадяни країн Євросоюзу та 30 громадян України.

## Сусідні муніципалітети
- Бассано-дель-Ґраппа
- Картільяно
- Кассола
- Россано-Венето
- Тецце-суль-Брента